# Margarita Isabel Cabrer González
Margarita Isabel Cabrer González (Mabel Cabrer) (Barcelona, 9 de maig de 1969) és una política mallorquina del Partit Popular de les Illes Balears.
És filla de l'exconseller de Sanitat i Seguretat Social Bartomeu Cabrer Barbosa. Va estudiar EGB, BUP i COU a l'escola Madre Alberta, a Palma. Va estudiar la carrera de dret a la UIB (Universitat de les Illes Balears). Està casada amb el mallorquí Antoni Vera des del 1997 i és mare de tres fills.
A la quarta legislatura fou Secretària Tècnica de la Conselleria d'Economia i Hisenda del Govern de les Illes Balears (octubre 1995-juny 1996) llavors gestionada per Jaume Matas passant llavors el mateix dia a ser Secretària Tècnica de la Conselleria de Presidència del Govern de les Illes Balears, conselleria en mans de Rosa Estaràs, però fou nomenada per Jaume Matas, llavors convertit en president del Govern, segons consta al BOIB.
L'any 1999 el que fou president del govern Jaume Matas i Palou va confirmar la seva presentació a les autonòmiques com a candidata a diputada pel Partit Popular. Des del 2003 fins al 2007 fou consellera d'Obres Públiques, Habitatge i Transports. Va realitzar diverses infraestructures qüestionades com el Metro de Palma i l'autopista d'Eivissa a Sant Antoni, que va costar 10 cops més del previst.
Fou escollida diputada a les eleccions al Parlament de les Illes Balears de 1999, 2003 (tot i que renuncià en ser nombrada Consellera a l'inici de legislatura), 2007 i 2011. L'any 2011 va anar a les llistes presidides per José Ramón Bauzá Díaz i va ser anomenada Portaveu del Grup Parlamentari Popular. En 2012 fou implicada judicialment sota l'acusació de finançament electoral irregular amb altres ex-alts càrrecs de Jaume Matas.
Fou consellera insular de Mallorca del 2007 al 2011 com a consellera electe per al PP, estant a l'oposició. El 22 de novembre de 2016 tornà entrar al Parlament de diputada substituint a Maria Salom Coll que havia estat escollida Delegada del Govern a les Illes Balears, i Cabrer fou diputada fins a final de legislatura.